# يشوع بن جلجولا
يشوع بن جلجولا (بالعبرية: ישוע בן גלגולא‏) أحد قادة ثورة بار كوخبا، وقائد هادريوم أثناء الثورة.
كل ما نعرفه عن ابن جلجولا يأتي من الوثائق المكتشفة في برية الخليل. في إحدى هذه الرسائل المكتشفة، أُطلق على يشوع لقب "القائم بالمخيم"، مما يشهد على دوره المهم. وقد طُلب منه في رسائل كتبها شمعون بار كوخبا مباشرة تقديم طلبات إدارية مختلفة، مثل إرسال القمح للمقاتلين، وتجهيزهم للسكن، وتعزيز التحصينات في مكان إقامته. هذه الرسائل محفوظة في متحف إسرائيل في القدس.